# Hylesia leilex
Hylesia leilex är en fjärilsart som beskrevs av Dyar 1913. Hylesia leilex ingår i släktet Hylesia och familjen påfågelsspinnare. Inga underarter finns listade i Catalogue of Life.